# Резанцев, Яков Владимирович
Яков Владимирович Резанцев (род. 17 июня 1973, с. Елбанка, Алтайский край, РСФСР, СССР) — российский военачальник. Командующий 49-й общевойсковой армией Южного военного округа с августа 2020 года по октябрь 2023 года, генерал-лейтенант (2021).

## Биография
Родился 17 июня 1973 года в селе Елбанка в Усть-Пристанском районе.
На воинской службе с 1990 года. Окончил Дальневосточное высшее общевойсковое командное училище имени Маршала Советского Союза К. К. Рокоссовского (1994), Общевойсковую академию Вооружённых Сил Российской Федерации (2002) и Военную академию Генерального штаба Вооружённых сил Российской Федерации (2008). Все военные ВУЗы окончил с золотыми медалями.
Прошёл основные командные должности от командира взвода курсантов до командира мотострелковой бригады.
С 2010 по 2011 год — командир 57-й отдельной гвардейской мотострелковой Красноградской Краснознамённой ордена Суворова бригады. С 2011 по 2013 год — командир 7-й Краснодарской Краснознамённой орденов Кутузова и Красной Звезды военной базы. В 2013 году присвоено воинское звание генерал-майор. С 2013 по 2016 год — начальник штаба 20-й гвардейской общевойсковой Краснознамённой армии Западного военного округа.
С 2018 по август 2020 года — командующий 41-й общевойсковой армией Центрального военного округа (Новосибирск).
С августа 2020 года по октябрь 2023 года — командующий 49 общевойсковой армией Южного военного округа (Ставрополь)
В 2021 году присвоено воинское звание генерал-лейтенант.
Выполнял специальные задачи в Сирийской Арабской Республике.
Участвовал во вторжении России на Украину.
Женат.

## Награды
- Орден «За военные заслуги» (2020)
- Орден «За заслуги перед Отечеством» IV степени (2019)
- Орден Александра Невского
- Медаль Суворова
- Медаль «Участнику военной операции в Сирии»
- Орден Мужества «Афырхаҵаразы аорден» (8 декабря 2016 года, Абхазия) — за образцовое выполнение миротворческих задач по обеспечению безопасности и неприкосновенности государственной границы Республики Абхазия[5]
- Медаль «За воинскую доблесть» (Абхазия)
- Медаль «За боевое содружество» (Абхазия)[6]
- Медали РФ